# Dirk Crois
Dirk Crois (* 18. April 1961 in Brügge) ist ein ehemaliger belgischer Ruderer. Er gewann zusammen mit Pierre-Marie Deloof Silber im Doppelzweier bei den Olympischen Spielen 1984.

## Sportliche Karriere
Crois belegte 1980 beim Match des Seniors, dem Vorgängerwettbewerb der U23-Weltmeisterschaften, den sechsten Platz im Doppelvierer. 1981 gewann er im Doppelzweier die Silbermedaille, 1982 ebenfalls Silber im Einer. 1982 nahm Crois auch mit Rudy Defauw an den Weltmeisterschaften in der Erwachsenenklasse teil und belegte den achten Platz im Doppelzweier. 1983 gewann Crois im Doppelzweier Bronze beim Match des Seniors, bei den Weltmeisterschaften belegte er den zehnten Platz im Einer. 
Bei den Olympischen Spielen 1984 war das Feld in allen Bootsklassen ausgedünnt, da wegen des Olympiaboykotts mit der DRR und der Sowjetunion zwei der stärksten Rudernationen abwesend waren. Im Doppelzweier waren elf Boote am Start, als Vorlaufsieger zogen die Deutschen Andreas Schmelz und Georg Agrikola sowie Crois und Deloof direkt ins Finale ein, über die Hoffnungsläufe kamen die Boote aus den USA und Jugoslawien sowie aus Kanada und Italien hinzu. Das Finale gewannen die US-Ruderer Brad Alan Lewis und Paul Enquist mit etwa 1,30 Sekunden Vorsprung auf die Belgier, die ihrerseits 1:40 Sekunden Vorsprung auf die Jugoslawen Zoran Pančić und Milorad Stanulov hatten.
Im Jahr darauf gewann bei den Weltmeisterschaften 1985 der Doppelzweier aus der DDR vor dem Boot aus der Sowjetunion, Bronze ging an den Schweizer Doppelzweier, eine Hundertstelsekunde dahinter belegten Crois und Deloof den vierten Platz. 1987 in Kopenhagen erreichten die Belgier den fünften Platz. Bei den Olympischen Spielen 1988 belegte Crois im Einer den dritten Platz im Hoffnungslauf hinter dem Finnen Pertti Karppinen und dem Niederländer Henk-Jan Zwolle und konnte sich nicht für das A- oder B-Finale qualifizieren. Crois belegte 1991 im Doppelzweier den zwölften Platz bei den Weltmeisterschaften, 1992 erreichte er im Doppelvierer ebenfalls den zwölften Platz bei den Olympischen Spielen.